# Big East Conference
Big East Conference – jedna z konferencji NCAA Division I, najwyższej klasy rozgrywkowej NCAA, głównego systemu międzyuczelnianych zawodów sportowych w Stanach Zjednoczonych. Biura konferencyjne znajdują się w Nowym Jorku. Do konferencji należy szesnaście uczelni oraz dodatkowo jeden członek stowarzyszony, wystawiający swoją reprezentację tylko w jednej dyscyplinie sportu. Od 2023 roku konferencja liczy 11 członków.
Pod koniec roku akademickiego 2012/13 konferencja została podzielona na trzy bloki:
- Trzy uniwersytety, z których wszystkie grają w futbol amerykański w najwyższej klasie Football Bowl Subdivision (FBS), wyjechały na Atlantic Coast Conference.
- Siedem uniwersytetów, które nie grały w futbol amerykański w FBS, znanych nieoficjalnie jako „Catholic 7” ze względu na ich wspólną przynależność kościelną, kupiło nazwę „Big East” i zreorganizowało się jako nowa konferencja Big East, która nie gra w futbol amerykański. Do tej nowej konferencji dołączyły trzy inne uniwersytety.
- Pozostałe uniwersytety FBS nadal działały na podstawie pierwotnego statutu z 1979 roku pod nową nazwą American Athletic Conference.

Podczas gdy zarówno obecny Big East, jak i American Athletic Conference podają datę rozpoczęcia w 1979 r., obecny Big East odziedziczył historię rywalizacji oryginalnej konferencji.

## Uczelnie członkowskie

### Członkowie pełni
| nazwa uczelni                     | nazwa drużyn  | miasto           | stan              | Rok przyłączenia |
| --------------------------------- | ------------- | ---------------- | ----------------- | ---------------- |
| Butler University                 | Bulldogs      | Indianapolis     | Indiana           | 2013             |
| Creighton University              | Bluejays      | Omaha            | Nebraska          | 2013             |
| DePaul University                 | Blue Demons   | Chicago          | Illinois          | 2013             |
| Georgetown University             | Hoyas         | Waszyngton       | Dystrykt Kolumbii | 2013             |
| Marquette University              | Golden Eagles | Milwaukee        | Wisconsin         | 2013             |
| Providence College                | Friars        | Providence       | Rhode Island      | 2013             |
| St. John’s University             | Red Storm     | Nowy Jork-Queens | Nowy Jork         | 2013             |
| Seton Hall University             | Pirates       | South Orange     | New Jersey        | 2013             |
| University of Connecticut (UConn) | Huskies       | Storrs           | Connecticut       | 2020             |
| Villanova University              | Wildcats      | Villanova        | Pensylwania       | 2013             |

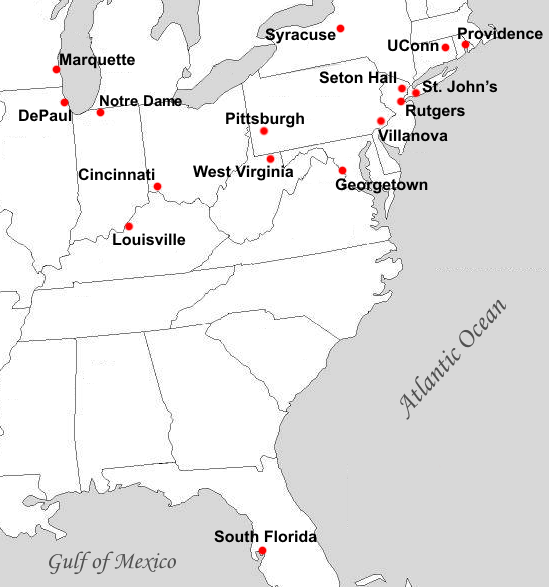
Położenie uczelni członkowskich na mapie

Dziewięciu z obecnych 11 członków to instytucje prywatne i katolickie. Wyjątkiem jest Butler, który jest niesekciarski, mimo że został założony przez Kościół Chrześcijański (Uczniowie Chrystusa) oraz jedyną publiczną instytucję konferencji, UConn.
Z „Catholic 7”, Georgetown, Providence, St. John’s i Seton Hall byli członkami założycielami pierwotnego Big East w 1979 roku. Villanova dołączył do konferencji w 1980 roku, a DePaul i Marquette w 2005 roku. UConn był także członkiem założycielem oryginalnego Big East, ale wyjechał z innymi uniwersytetami FBS w 2013 roku na American Athletic Conference. Na obecny Big East powrócił w 2020 roku.

### Członkowie stowarzyszeni
Sześć uniwersytetów jest członkami Big East w jednym lub dwóch sportach:
- Uniwersytet w Akronie rywalizuje w męskiej piłce nożnej.
- University of Denver rywalizuje w lacrosse mężczyzn i kobiet.
- Liberty University, Old Dominion University, Quinnipiac University i Temple University rywalizują w kobiecym hokeju na trawie.